# Сен-Мартен-ле-Шатель (Эн)
Сен-Марте́н-ле-Шате́ль (фр. Saint-Martin-le-Châtel) — коммуна во Франции, находится в регионе Рона — Альпы. Департамент — Эн. Входит в состав кантона Монревель-ан-Брес. Округ коммуны — Бурк-ан-Брес.
Код INSEE коммуны — 01375.

## География
Коммуна расположена приблизительно в 360 км к юго-востоку от Парижа, в 65 км севернее Лиона, в 13 км к северо-западу от Бурк-ан-Бреса.

## Климат
Климат полуконтинентальный с холодной зимой и тёплым летом. Дожди бывают нечасто, в основном летом.

## Население
Население коммуны на 2010 год составляло 790 человек.
| 1962 | 1968 | 1975 | 1982 | 1990 | 1999 | 2010 |
| ---- | ---- | ---- | ---- | ---- | ---- | ---- |
| 603  | 561  | 498  | 519  | 555  | 652  | 790  |

## Администрация
| Период | Период | Фамилия       | Партия | Примечания |
| ------ | ------ | ------------- | ------ | ---------- |
| 2008   | 2014   | Доминик Льебо |        |            |
| 2014   | 2020   | Жан-Люк Жаке  |        |            |

## Экономика

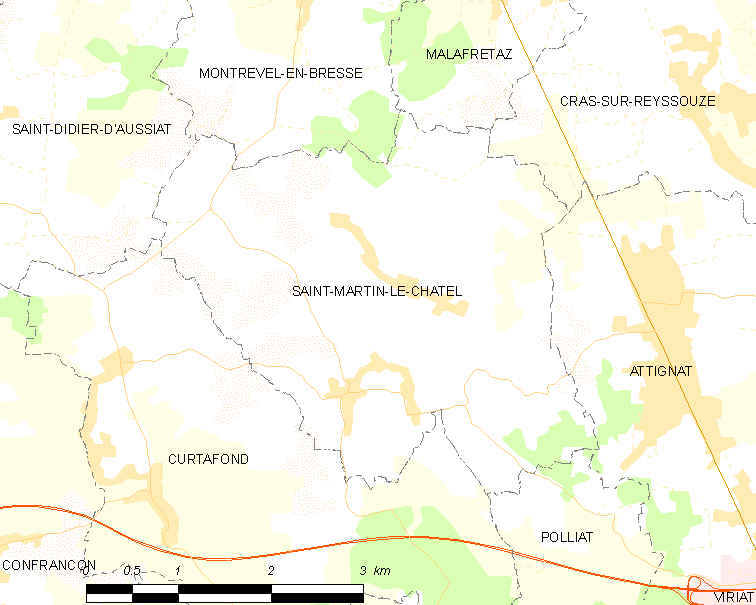
Карта коммуны

В 2010 году среди 511 человек трудоспособного возраста (15—64 лет) 414 были экономически активными, 97 — неактивными (показатель активности — 81,0 %, в 1999 году было 74,6 %). Из 414 активных жителей работали 394 человека (207 мужчин и 187 женщин), безработных было 20 (12 мужчин и 8 женщин). Среди 97 неактивных 41 человек были учениками или студентами, 37 — пенсионерами, 19 были неактивными по другим причинам.